# Vlasta Reittererová
Vlasta Reittererová (rozená Pellantová, provdaná Hrušková, Benetková, narozena 9. ledna 1947 v Praze) je česká muzikoložka a překladatelka.

## Život
Vystudovala hudební vědu na Universitě Karlově a současně herectví a pantomimu na lidové konzervatoři.

## Dílo
- REITTEREROVÁ, Vlasta; SPURNÝ, Lubomír. Alois Hába (1893-1973) : mezi tradicí a inovací. Praha: KLP, 2014. 255 s. ISBN 978-80-87773-08-6.

### Překlady
- Lea Singer: Koncert pro levou ruku, Jinočany : H & H, 2017, ISBN 978-80-7319-117-7

### Externí reference
- Seznam děl v Souborném katalogu ČR, jejichž autorem nebo tématem je Vlasta Reittererová
- Vlasta Reittererová v České divadelní encyklopedii
- Vlasta Reittererová - životopis [online]. Národní divadlo moravskoslezské [cit. 2017-10-29]. Dostupné online.
- Vlasta Reittererová [online]. Harmonie.cz [cit. 2017-10-29]. Dostupné online.
- Neználek Reittererová o české hudební emigraci. Dostupné online.